# USS Kirkpatrick (DE-318)
USS Kirkpatrick (DE-318/DER-318) là một tàu hộ tống khu trục lớp Edsall từng phục vụ cùng Hải quân Hoa Kỳ trong Chiến tranh Thế giới thứ hai. Nó là chiếc tàu chiến duy nhất của Hải quân Hoa Kỳ được đặt cái tên này, theo tên Đại tá Hải quân Thomas L. Kirkpatrick (1887-1941), hạm trưởng chỉ huy thiết giáp hạm Arizona (BB-39), đã tử trận khi Arizona bị đánh chìm trong cuộc tấn công Trân Châu Cảng ngày 7 tháng 12, 1941. Nó đã phục vụ cho đến khi chiến tranh kết thúc, xuất biên chế năm 1946, rồi được xếp lại lớp như một tàu hộ tống khu trục cột mốc radar DER-318 vào năm 1951 và tiếp tục phục vụ từ năm 1952 đến năm 1960. Con tàu cuối cùng bị bán để tháo dỡ vào năm 1975

## Thiết kế và chế tạo
Lớp Edsall có thiết kế hầu như tương tự với lớp Cannon dẫn trước; khác biệt chủ yếu là ở hệ thống động lực Kiểu FMR do được trang bị động cơ diesel Fairbanks-Morse dẫn động qua hộp số giảm tốc đến trục chân vịt. Đây là cấu hình động cơ được áp dụng rộng rãi trên tàu ngầm, được chứng tỏ là có độ tin cậy cao hơn so với lớp Cannon.
Vũ khí trang bị bao gồm ba pháo 3 in (76 mm)/50 cal trên tháp pháo nòng đơn có thể đối hạm hoặc phòng không, một khẩu đội pháo phòng không Bofors 40 mm nòng đôi và tám pháo phòng không Oerlikon 20 mm. Vũ khí chống ngầm bao gồm một dàn súng cối chống tàu ngầm Hedgehog Mk. 10 (có 24 nòng và mang theo 144 quả đạn); hai đường ray Mk. 9 và tám máy phóng K3 Mk. 6 để thả mìn sâu. Con tàu vẫn giữ lại ba ống phóng ngư lôi Mark 15 21 inch (533 mm), và được trang bị radar SC dò tìm không trung và mặt biển. Thủy thủ đoàn đầy đủ bao gồm 186 sĩ quan và thủy thủ.
Kirkpatrick được đặt lườn tại xưởng tàu của hãng Consolidated Steel Corporation ở Orange, Texas vào ngày 15 tháng 3, 1943. Nó được hạ thủy vào ngày 5 tháng 6, 1943, được đỡ đầu bởi bà Genevieve Kirkpatrick, vợ góa Đại tá Kirkpatrick, và nhập biên chế cùng Hải quân Hoa Kỳ vào ngày 23 tháng 10, 1943 dưới quyền chỉ huy của Hạm trưởng, Thiếu tá Tuần duyên Victor Edward Bakanas.

## Lịch sử hoạt động

### 1943 - 1946
Sau khi hoàn tất việc chạy thử máy huấn luyện dọc theo vùng bờ Đông Hoa Kỳ, Kirkpatrick đi đến Norfolk, Virginia vào ngày 23 tháng 12, 1943 để làm nhiệm vụ hộ tống vận tải vượt Đại Tây Dương. Trong giai đoạn từ tháng 1, 1944 đến tháng 5, 1945 nó đã thực hiện một chuyến hộ tống vận tải đến khu vực Địa Trung Hải cùng mười chuyến khác sang các cảng tại quần đảo Anh. Trong chuyến đi thứ ba, một tàu hộ tống khu trục trong đoàn, chiếc Gandy (DE-764), đã húc để tấn công tàu ngầm U-550 sau khi chiếc U-boat Đức phóng ngư lôi đánh chìm tàu chở dầu SS Pan Pennsylvania. U-550 đắm ở vị trí về phía Đông New York vào ngày 16 tháng 4, 1944, tại tọa độ 40°09′B 69°44′T / 40,15°B 69,733°T; 44 thành viên thủy thủ đoàn của nó đã tử trận, và chỉ có 12 người sống sót kể cả hạm trưởng, được cứu vớt và bắt làm tù binh.
Sau khi hoàn tất chuyến hộ tống vận tải sau cùng, Kirkpatrick quay trở về New York vào ngày 15 tháng 5, 1945, vào lúc chiến tranh đã kết thúc tại Châu Âu. Nó chuẩn bị để được điều động sang khu vực Mặt trận Thái Bình Dương, và sau khi thực hành bắn phá tại vùng biển Caribe đã khởi hành hướng sang Viễn Đông. Đi đến Trân Châu Cảng vào ngày 11 tháng 7, nó vẫn đang huấn luyện phối hợp với tàu ngầm tại vùng biển Hawaii khi Nhật Bản chấp nhận đầu hàng vào ngày 15 tháng 8, giúp chấm dứt vĩnh viễn cuộc xung đột. Con tàu khởi hành vào ngày 29 tháng 8 để hộ tống một đoàn tàu vận tải đi sang Nhật Bản.
Sau khi hoàn thành nhiệm vụ cùng lực lượng chiếm đóng, Kirkpatrick rời Sasebo vào ngày 2 tháng 11 để quay trở về Hoa Kỳ, đi ngang qua Trân Châu Cảng và kênh đào Panama trước khi về đến Charleston, South Carolina vào ngày 8 tháng 12. Con tàu chuyển đến Jacksonville, Florida năm ngày sau đó và bắt đầu được đại tu để chuẩn bị ngừng hoạt động. Nó được cho xuất biên chế tại Green Cove Springs, Florida vào ngày 1 tháng 5, 1946 và được đưa về Hạm đội Dự bị Đại Tây Dương.

### 1952 - 1960
Được xếp lại lớp như một tàu hộ tống khu trục cột mốc radar vào ngày 1 tháng 10, 1951, Kirkpatrick mang ký hiệu lườn mới DER-318 và được cho tái biên chế trở lại vào ngày 23 tháng 2, 1952 dưới quyền chỉ huy của Hạm trưởng, Thiếu tá Hải quân George S. Davis.
Sau khi hoàn tất việc chạy thử máy huấn luyện tại khu vực vịnh Guantánamo, Cuba, Kirkpatrick đi đến Newport, Rhode Island vào ngày 11 tháng 7, bắt đầu hoạt động như cột mốc radar trong Đường cảnh báo sớm từ xa - (DEW: Distant Early Warning) Line - nhằm cảnh báo sớm khả năng bị máy bay ném bom chiến lược hay tên lửa đạn đạo đối phương tấn công. Nó được bố trí tại hàng rào Đại Tây Dương ngoài khơi Argentia, Newfoundland và dọc theo vùng bờ Đông Hoa Kỳ cho đến năm 1960. Con tàu cũng từng viếng thăm các cảng Châu Âu vào các mùa hè 1958 và 1959. Nó khởi hành từ Newport vào ngày 27 tháng 3, 1960 và đi đến Philadelphia, Pennsylvania hai ngày sau đó.
Kirkpatrick được cho xuất biên chế lần sau cùng vào ngày 24 tháng 6, 1960 và được đưa về Hạm đội Dự bị Đại Tây Dương. Tên nó được cho rút khỏi danh sách Đăng bạ Hải quân vào ngày 1 tháng 8, 1974, và con tàu bị bán để tháo dỡ vào ngày 12 tháng 3, 1975.

## Phần thưởng
Nguồn: Navsource Naval History
|  |  |  |
|  |  |  |

| Dãi băng Hoạt động Tác chiến (truy tặng)           | Dãi băng Hoạt động Tác chiến (truy tặng) | Huân chương Chiến dịch Hoa Kỳ        | Huân chương Chiến dịch Hoa Kỳ         |
| Huân chương Chiến dịch Châu Âu-Châu Phi-Trung Đông | Huân chương Chiến thắng Thế Chiến II     | Huân chương Chiến thắng Thế Chiến II | Huân chương Phục vụ Phòng vệ Quốc gia |